# Aliso and Wood Canyons Wilderness Park
Der Aliso and Wood Canyons Wilderness Park ist ein Naturschutzgebiet im Orange County im US-Bundesstaat Kalifornien. Der Park befindet sich in einer Hügellandschaft östlich von Laguna Beach.
Langgezogene Täler und Wanderwege erwarten die Besucher in dem 1990 eröffneten Naturschutzgebiet. Von den Bergen ist der nahegelegene Pazifische Ozean zu sehen. Durch das Gelände fließt der gleichnamige Aliso Creek.

## Geographie

### Geographische Lage

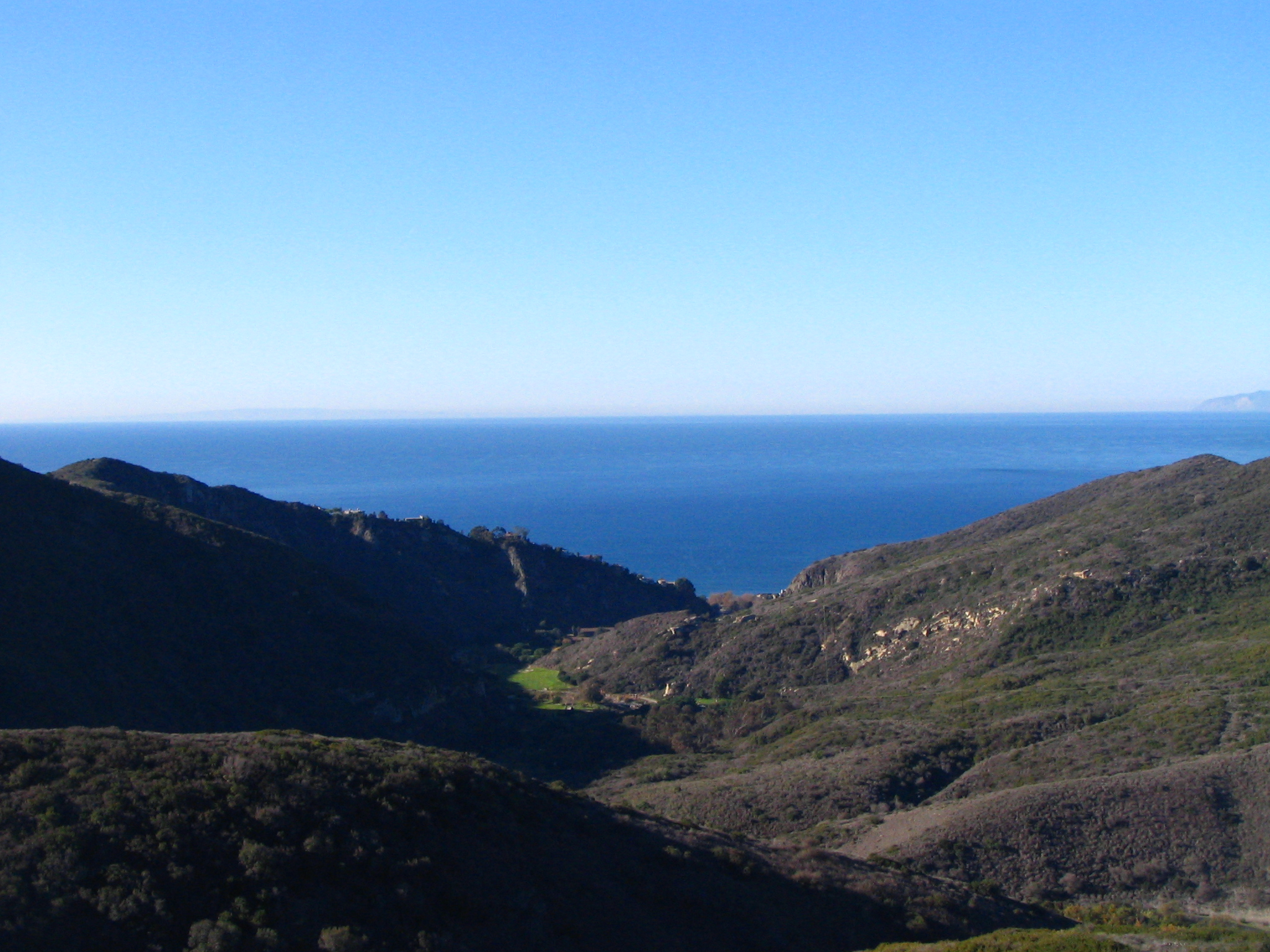
Blick über den Aliso Canyon auf den Pazifischen Ozean.

Der Aliso and Wood Canyons Wilderness Park erstreckt sich in den südlichen San Joaquin Hills auf einer Fläche von rund 15 Quadratkilometern. Die Städte Laguna Beach, Laguna Niguel, Dana Point und Aliso Viejo schließen das Areal von allen Seiten ein. An den Park grenzen zudem der Laguna Coast Wilderness Park im Norden und der Laguna Niguel Regional Park im Nordosten. Von den Bergkuppen ergeben sich Blicke auf den Pazifischen Ozean.
Das Naturschutzgebiet bedeckt den Aliso Canyon, den Wood Canyon und Teile des Laguna Canyons. Durch den Park winden sich Straßen und Wanderwege auf einer Länge von 30 Meilen (48 km). Der Aliso Creek und der Wood Canyon Creek, ein Seitenarm, durchfließen das Gelände.

### Geologie
Der Aliso Canyon wurde vom Bachlauf des Aliso Creeks geformt, als die umliegende Bergkette vor etwa 1,2 Millionen Jahren auf ihre jetzige Höhe anstieg. Das Gelände liegt auf einer vier bis elf Meter dicken Sedimentschicht, die im Holozän entstand.

### Flora und Fauna
Im Aliso and Wood Canyons Wilderness Park hat sich eine vielfältige Flora und Fauna entwickelt.
Der Großteil der Vegetation im Aliso Canyon besteht aus einheimischen Gräsern und Sträuchern. Im Wood Canyon gibt es kleine Wäldchen, die sich hauptsächlich aus Eichen und Platanen zusammensetzen. Am Ufer des Aliso Creek wachsen außerdem Auwälder.
Auf dem Parkgelände leben bis zu 137 Vogelarten. Dazu gehören unter anderem Silberreiher, Weihen, Habichte, Gold-Waldsänger und Gelbbrustwaldsänger. Das dichte Buschwerk bietet dem seltenen Kalifornischen Mückenfänger Schutz. Eine Gruppe von fünf Weißkopfseeadlern sowie mehrere Wanderfalken wurden im Also Canyon gesichtet. Der Aliso Creek bot ursprünglich einen Lebensraum für  Regenbogenforellen. Durch Wasserverschmutzung, Dammbau und Kanalisierung hat sich die Fischpopulation jedoch stetig verringert. Momentan leben in dem Gewässer ausschließlich Karpfen, die eine Länge von 45 Zentimetern erreichen können.

## Artefakte und Fossilien
Der Aliso and Wood Canyons Wilderness Park birgt eine Vielzahl alter Gegenstände, die von früheren Bewohnern zeugen. Viele Arten prähistorischer Artefakte wurden gefunden, darunter auch Steinwerkzeuge. Die Überreste der Rancho Niguel, einer von 1842 bis in die 1960er-Jahre existierenden Farm, sind ebenfalls noch zu erkennen.
Im nordöstlichen Teil des Naturschutzgebiets liegt das Pecton Reef. Die offenliegende Gesteinsformation entstand im Miozän und ist der Fundort tausender Fossilien. Versteinerte Meerestiere, Reptilien, Vögel, Plankton und Algen legen nahe, dass das Gelände früher unter Wasser lag. Durch die Funde am Pecton Reef konnten viele Erkenntnisse zur Frühgeschichte des Orange County gewonnen werden.